# 小高里保
小高 里保（こだか りほ、1995年9月5日 - ）は、日本のAV女優。ディクレア所属。

## 略歴・人物
兵庫県出身。2015年12月にデビューしたロリ系のAV女優。
アイドルヲタクを自称し、AV女優の佐倉絆のファンでもある。デビューのきっかけは、佐倉絆のイベントに参加した時に声を掛けられたこと。

## 出演作品

### アダルトDVD
2015年
- 次の獲物は（12月18日、DID企画）他出演:有本紗世、椿かなり、聖菜アリサ、星川麻紀、本山茉莉、なつめ愛莉、美泉咲
- ぎゃるGAL女子高生!!（12月19日、プレステージ）共演:丸山れおな、藤本紫媛、池端真実、橘メアリー、西内萌菜 ほか
- 大阪日本橋で見つけた買取りまっくす&信長書店イベント常連お客様。 ミリオンガールズZ佐倉絆大ファン 現役地下アイドル AV Debut!（12月25日、宇宙企画）

2016年
- 私、脅迫されてます。（1月8日、光夜蝶）
- アイドル廃業（1月8日、NON）
- 一度寝るとなかなか起きない妹のパンチラに興奮してチ○コを顔に擦りつけて起きないことを確認したら無防備に寝ている妹に静かに挿入がっつり中出し!!（1月8日、Mr.michiru）他出演:芦川芽依、本山茉莉、後藤美玲
- INVIDAYS ミニスカJKの放課後社会科見学サークル AVメーカーのお仕事見学編（2月7日、デジタルアーク）共演:今井キキ、芦川芽依、並木あゆ、蛯名りな
- 出会い厨エロ垢女子限定!! SNSガチナンパ!! VOL.1（2月19日、リサーチ）他出演:水沢さら、蛯名りな、川瀬麻衣
- 放課後美少女オーダーメイドデートクラブ（2月26日、宇宙企画）※「りほ」名義
- 帰宅した俺は、オナニーに夢中になってる娘と目が合うと、気まずいがチ○ポがビンビンになってしまい、それに気づいた娘がエロい目でパンツを脱がした瞬間、近親相姦という背徳感を感じながらお互いにむさぼりあってしまった件（3月4日、NON）他出演:サリー、木南日菜、里美まゆ、三宅美香、美咲ゆう
- プリ尻JK 下尻丸見え超ミニスカートのドスケベJK3人組（3月7日、デジタルアーク）共演:本山茉莉、並木あゆ
- ママとパパとは知らない。 お兄ちゃんと一泊二日中出し新婚旅行。（3月25日、宇宙企画）
- バレたら罰金100万円!!都内デリヘル完全攻略!! 海外から仕入れてきた怪しいギン勃ち間違い無しの勃起薬を飲んで2回戦でも勃起見せつけたら生中出しは可能なのか徹底検証!! PART2（3月25日、SCOOP）他出演:穂波ひなこ、並木あゆ、真琴りょう、河西あみ
- 顔だけで採用を決めた可愛い子限定!! 時給1500円モザイク入れバイトの女の子にこっそり撮影用媚薬を飲ませて強制発情!無修正映像を見て興奮したマ○コに生中出し!（4月8日、SCOOP）他出演:涼宮琴音、穂波ひなこ、早川瑞希、蛯名りな
- 肉便器これくしょん(肉これ) 僕の肉便器 弍号機 縛られたがる従順ペット妹。（4月8日、&RiBbon）※「りほ」名義
- デカ尻パイパン 地下アイドルが大好きなAVに出演志願（4月22日、テクノブレイク）
- パイパンマ○コにたっぷり出してね (5月25日、ハイウェイスター)
- 完全撮り下ろし 汗ばむ肌に喰い込む拘束具、身動き不能で覚醒する性。第4章 (6月1日、TEPPAN) 他出演:篠田ゆう、あかね杏珠
- 秘めた肉欲を覚醒させる エビ反り昇天快楽マッサージ (6月19日、マッサGoGo!!/妄想族) 他出演:紗藤まゆ、ひなたりこ、椎名そら